# Condatis
Na mitologia céltica, Condatis ("encontro de corpos d´água") foi uma deidade cultuada primariamente na Britânia mas também na Gália. Ele foi associado às confluências de rios, em particular o Tyne e o Tees. Nos tempos romanos era igualado a Marte, provavelmente em sua função de cura.
Condate era também o nome céltico de Rennes, a então cidade de Redones e agora a capital da região da Britânia.